# Kelee-staksill
Kelee-staksill (Hilsa kelee) är en fiskart som först beskrevs av Cuvier 1829.  Kelee-staksill ingår i släktet Hilsa och familjen sillfiskar. Inga underarter finns listade i Catalogue of Life.